# Christina Kollmann-Forstner
Christina Kollmann-Forstner (* 14. März 1988 in Schladming) ist eine ehemalige österreichische Radrennfahrerin, die auf Mountainbikerennen spezialisiert war. Sie ist zweifache Staatsmeisterin im Mountainbike-Marathon (2013, 2015). Errungene Titel als Europameisterin Mountainbike-Marathon (2017) und Mountainbike-Marathon-Vize-Weltmeisterin (2018) wurden ihr wegen Dopings wieder aberkannt.

## Werdegang

### Beginn der Sportkarriere
Die in Schladming geborene Christina Kollmann begann ihre Sportkarriere als alpine Skirennläuferin. Als 16-Jährige wechselte sie zum Mountainbike-Sport, nachdem sie registriert hatte, dass sie bei Ausdauer-Tests immer die Beste war. Die 165 Zentimeter große Kletterspezialistin auf dem Mountainbike orientierte sich dann mehr in Richtung Straßenrennsport und fuhr ab 2009 drei Jahre lang für das italienische Frauen-Team Chirio Forno d’Asolo.
Im Juli 2012 wurde sie österreichische Vize-Staatsmeisterin Cross Country. Im selben Jahr wurde sie im Training von einem Auto angefahren und zog sich dabei ein Schädel-Hirn-Trauma zu. Im Frühling 2013 holte sie sich bei der viertägigen Alpentour-Trophy (Cross-Country-Etappen-Rennen) den vierten Gesamtrang. Bei den Mountainbike-Marathon-Weltmeisterschaften 2015 wurde sie Achte und gewann die Bike Transalp.

Sie belegte 2016 Rang zwei bei den österreichischen Cross-Country-Meisterschaften und widmete sich fortan wieder der Offroad-Disziplin, allerdings mit Schwerpunkt auf der Marathon-Disziplin. 2017 wurde sie Marathon-Europameisterin und Fünfte bei den Mountainbike-Marathon-Weltmeisterschaften 2017.

### Vize-Weltmeisterin Mountainbike-Marathon 2018 und Rücktritt
Bei der Marathon-WM 2018 im September wurde die gebürtige Steirerin in Auronzo di Cadore Zweite hinter der dänischen Siegerin Annika Langvad.
Im April 2019 erklärte die in Oberösterreich lebende Kollmann-Forstner im Alter von 31 Jahren ihre aktive Karriere für beendet.
Im Mai wurde von der Union Cycliste Internationale (UCI) gegen sie im Zusammenhang mit der „Operation Aderlass“ ein Dopingverfahren eröffnet. Ende Juli 2019 wurde Kollmann-Forstner rückwirkend auf vier Jahre gesperrt. Die Sperre läuft am 27. Mai 2023 ab.

### Sperre wegen Dopings und Verurteilung wegen Betrugs
Am 26. Juli 2019 wurde Kollmann-Forstner für die Dauer von vier Jahren bis zum Ablauf des 27. Mai 2023 von der Teilnahme an Sportveranstaltungen jeglicher Art gesperrt. Außerdem wurden alle Ergebnisse von Rennen, an denen sie nach dem 1. November 2016 teilgenommen hat, gestrichen, Titel, Medaillen, Preise und Preisgelder aberkannt. Zusätzlich wurde sie zur Rückzahlung aller in dieser Zeit erhaltenen Startgelder und Preisgelder verpflichtet. Grund dafür war, dass sie zumindest in der Zeit von November 2016 bis zum Ende 2018 die verbotene Methode “Eigenblutdoping” angewendet hat und zudem im Verlauf des Jahres 2018 auch 2 Pens des Wachstumshormons Norditropin erworben, besessen und an sich angewendet hat.
Am Landesgericht Ried im Innkreis wurde sie wegen Betrug nicht rechtskräftig zu acht Monaten Haft bedingt auf drei Jahre verurteilt, weil sie 42.000 Euro an Sponsorengeldern auf unlautere Weise erlangt habe.

## Sportliche Erfolge
2012
- Österreichische Vize-Staatsmeisterin, Cross Country

2013
- Österreichische Staatsmeisterin, Marathon

2015
- Österreichische Staatsmeisterin, Marathon

2017
- Europameisterin Mountainbike-Marathon[6]

2018
- Mountainbike-Marathon-Weltmeisterschaften 2018[6]